# Route du Sud 1999
La Route du Sud 1999, ventitreesima edizione della corsa, si svolse dal 19 al 22 giugno su un percorso di 621 km ripartiti in 4 tappe (la prima suddivisa in due semitappe), con partenza da Montauban e arrivo a Plateau de Beille. Fu vinta dallo statunitense Jonathan Vaughters della US Postal Service davanti all'australiano Patrick Jonker e al belga Mario Aerts.

## Tappe
| Tappa  | Data      | Percorso                                  | km    | Vincitore di tappa | Leader cl. generale |
| ------ | --------- | ----------------------------------------- | ----- | ------------------ | ------------------- |
| 1ª-1ª  | 19 giugno | Montauban > Montauban                     | 111   | Robbie McEwen      | Robbie McEwen       |
| 1ª-2ª  | 19 giugno | Montauban > Montauban (cron. individuale) | 11,1  | Christophe Moreau  | Christophe Moreau   |
| 2ª     | 20 giugno | Montauban > Mazamet                       | 211   | Geert Verheyen     | Christophe Moreau   |
| 3ª     | 21 giugno | Mazamet > Auzat                           | 181,3 | Jens Voigt         | Christophe Moreau   |
| 4ª     | 22 giugno | Aston > Plateau de Beille                 | 106,1 | Lance Armstrong    | Jonathan Vaughters  |
| Totale | Totale    | Totale                                    | 621   |                    |                     |

## Dettagli delle tappe

### 1ª tappa - 1ª semitappa
- 19 giugno: Montauban > Montauban – 111 km

| Pos. | Corridore       | Squadra   | Tempo    |
| ---- | --------------- | --------- | -------- |
| 1    | Robbie McEwen   | Rabobank  | 2h36'49" |
| 2    | Jimmy Casper    | FDJ       | s.t.     |
| 3    | Glenn Magnusson | US Postal | s.t.     |

| Pos. | Corridore       | Squadra   | Tempo    |
| ---- | --------------- | --------- | -------- |
| 1    | Robbie McEwen   | Rabobank  | 2h36'49" |
| 2    | Jimmy Casper    | FDJ       | s.t.     |
| 3    | Glenn Magnusson | US Postal | s.t.     |

### 1ª tappa - 2ª semitappa
- 19 giugno: Montauban > Montauban (cron. individuale) – 11,1 km

| Pos. | Corridore         | Squadra       | Tempo  |
| ---- | ----------------- | ------------- | ------ |
| 1    | Christophe Moreau | Festina-Lotus | 14'03" |
| 2    | Tyler Hamilton    | US Postal     | a 1"   |
| 3    | Rik Verbrugghe    | Lotto         | a 2"   |

| Pos. | Corridore         | Squadra       | Tempo    |
| ---- | ----------------- | ------------- | -------- |
| 1    | Christophe Moreau | Festina-Lotus | 2h50'52" |
| 2    | Tyler Hamilton    | US Postal     | a 1"     |
| 3    | Rik Verbrugghe    | Lotto         | a 2"     |

### 2ª tappa
- 20 giugno: Montauban > Mazamet – 211 km

| Pos. | Corridore      | Squadra | Tempo    |
| ---- | -------------- | ------- | -------- |
| 1    | Geert Verheyen | Lotto   | 5h29'10" |
| 2    | Alexei Sivakov | Big Mat | s.t.     |
| 3    | Mario Aerts    | Lotto   | s.t.     |

| Pos. | Corridore          | Squadra       | Tempo    |
| ---- | ------------------ | ------------- | -------- |
| 1    | Christophe Moreau  | Festina-Lotus | 8h01'18" |
| 2    | Patrick Jonker     | Rabobank      | a 7"     |
| 3    | Jonathan Vaughters | US Postal     | a 14"    |

### 3ª tappa
- 21 giugno: Mazamet > Auzat – 181,3 km

| Pos. | Corridore             | Squadra         | Tempo    |
| ---- | --------------------- | --------------- | -------- |
| 1    | Jens Voigt            | Crédit Agricole | 4h33'25" |
| 2    | Aitor Silloniz Aresti | Euskaltel       | a 54"    |
| 3    | Anthony Morin         | FDJ             | a 1'07"  |

| Pos. | Corridore          | Squadra       | Tempo     |
| ---- | ------------------ | ------------- | --------- |
| 1    | Christophe Moreau  | Festina-Lotus | 12h46'19" |
| 2    | Patrick Jonker     | Rabobank      | a 7"      |
| 3    | Jonathan Vaughters | US Postal     | a 18"     |

### 4ª tappa
- 22 giugno: Aston > Plateau de Beille – 106,1 km

| Pos. | Corridore          | Squadra   | Tempo    |
| ---- | ------------------ | --------- | -------- |
| 1    | Lance Armstrong    | US Postal | 3h28'07" |
| 2    | Jonathan Vaughters | US Postal | s.t.     |
| 3    | Geert Verheyen     | Lotto     | a 1'56"  |

| Pos. | Corridore          | Squadra   | Tempo     |
| ---- | ------------------ | --------- | --------- |
| 1    | Jonathan Vaughters | US Postal | 16h14'38" |
| 2    | Patrick Jonker     | Rabobank  | a 1'51"   |
| 3    | Mario Aerts        | Lotto     | a 2'16"   |

## Classifiche finali

### Classifica generale
| Pos. | Corridore          | Squadra                        | Tempo     |
| ---- | ------------------ | ------------------------------ | --------- |
| 1    | Jonathan Vaughters | US Postal Service              | 16h14'38" |
| 2    | Patrick Jonker     | Rabobank                       | a 1'51"   |
| 3    | Mario Aerts        | Lotto-Mobistar                 | a 2'16"   |
| 4    | Geert Verheyen     | Lotto-Mobistar                 | a 2'36"   |
| 5    | Gilles Bouvard     | Home Market-Ville de Charleroi | a 2'41"   |
| 6    | Christophe Moreau  | Festina-Lotus                  | a 3'08"   |
| 7    | Koos Moerenhout    | Rabobank                       | a 3'31"   |
| 8    | Jean-Cyril Robin   | FDJ                            | a 4'25"   |
| 9    | Frédéric Bessy     | Casino                         | a 5'28"   |
| 10   | Bobby Julich       | Cofidis                        | a 5'33"   |